# Hyväntoivonpuisto
Le parc de la bonne espérance (en finnois : Hyväntoivonpuisto) est un parc de Jätkäsaari à Helsinki en Finlande.

## Description
Le parc de la bonne espérance est un parc public situé dans l'île Jätkäsaari. 
Une fois terminé, il fera environ un kilomètre de long et s'étendra de Välimerenkatu au bord de mer à Melkinlaituri.
Le parc de 88 mètres de large a la même largeur que le parc Esplanadi au centre-ville d'Helsinki et dans son ensemble il aussi grand que le parc Kaivopuisto. 
Hyväntoivonpuisto s'étend entre les bâtiments résidentiels de Jätkäsaari et est également un passage central pour la circulation douce.
Le parc abrite des places, des aires de jeux et de loisirs, des terrains de sport, un parc à chiens et la cour du jardin d'enfants. 
Des centaines d'arbres ont été plantés dans le parc, avec l'intention de créer une « forêt de parc » dans la zone. 
En 2020, Hyväntoivonpuisto a remporté le prix de la structure environnementale de l'année.
Le jury a qualifié le parc de « cœur de Jätkäsaari et du salon des résidents, qui est plein de vie ».
La partie nord du parc sur Länsisatamankatu a été achevée en 2022.
Au nord de Hyväntoivopuisto se trouve Selkämerenpuisto. 
Les parcs sont séparés par un pont cyclable et pédestre appelé Rokkiporkkana. 
La taille combinée des deux parcs est de cinq hectares.

## Galerie

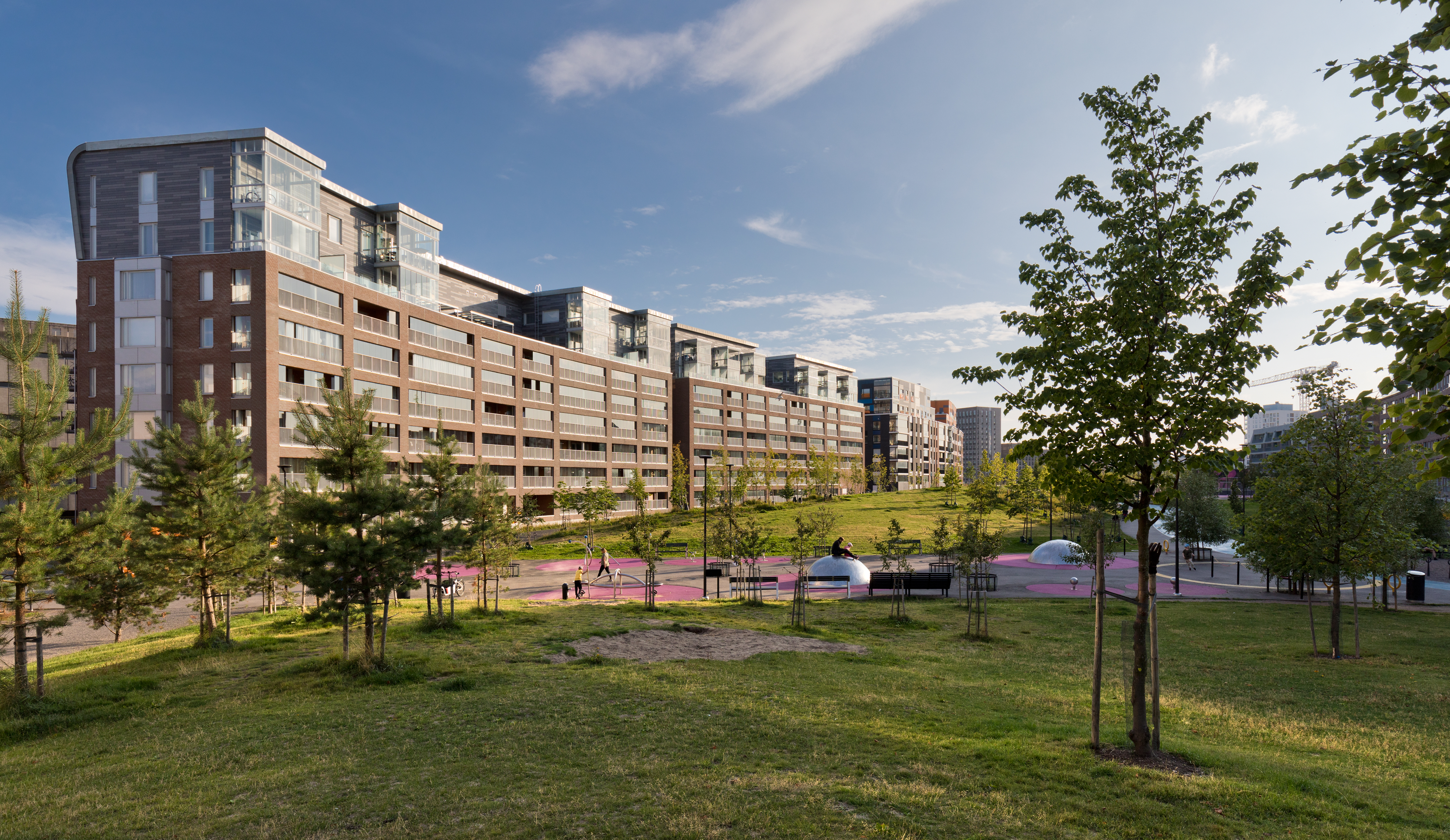
Hyväntoivonpuisto.
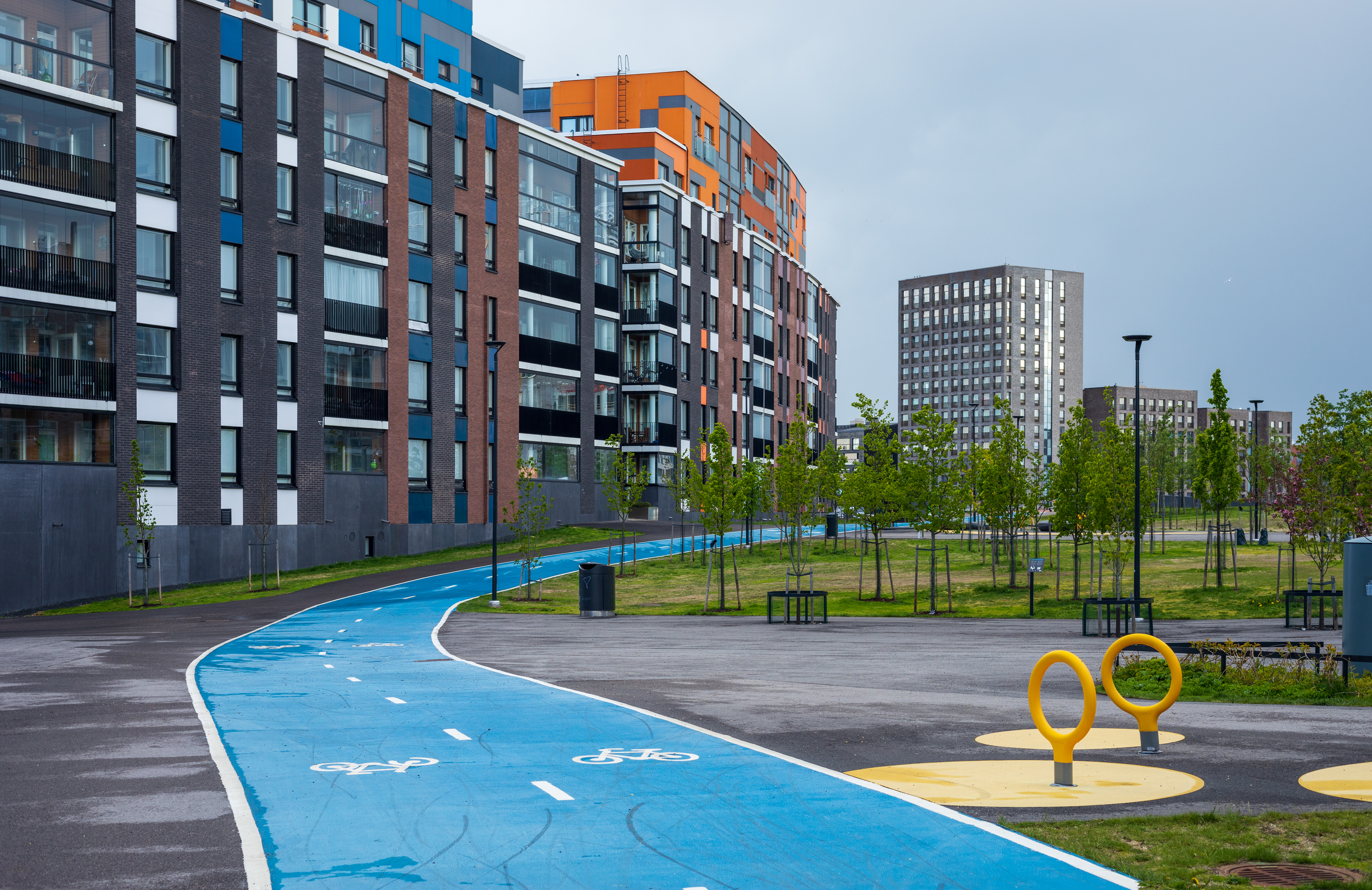
Voie cyclable.
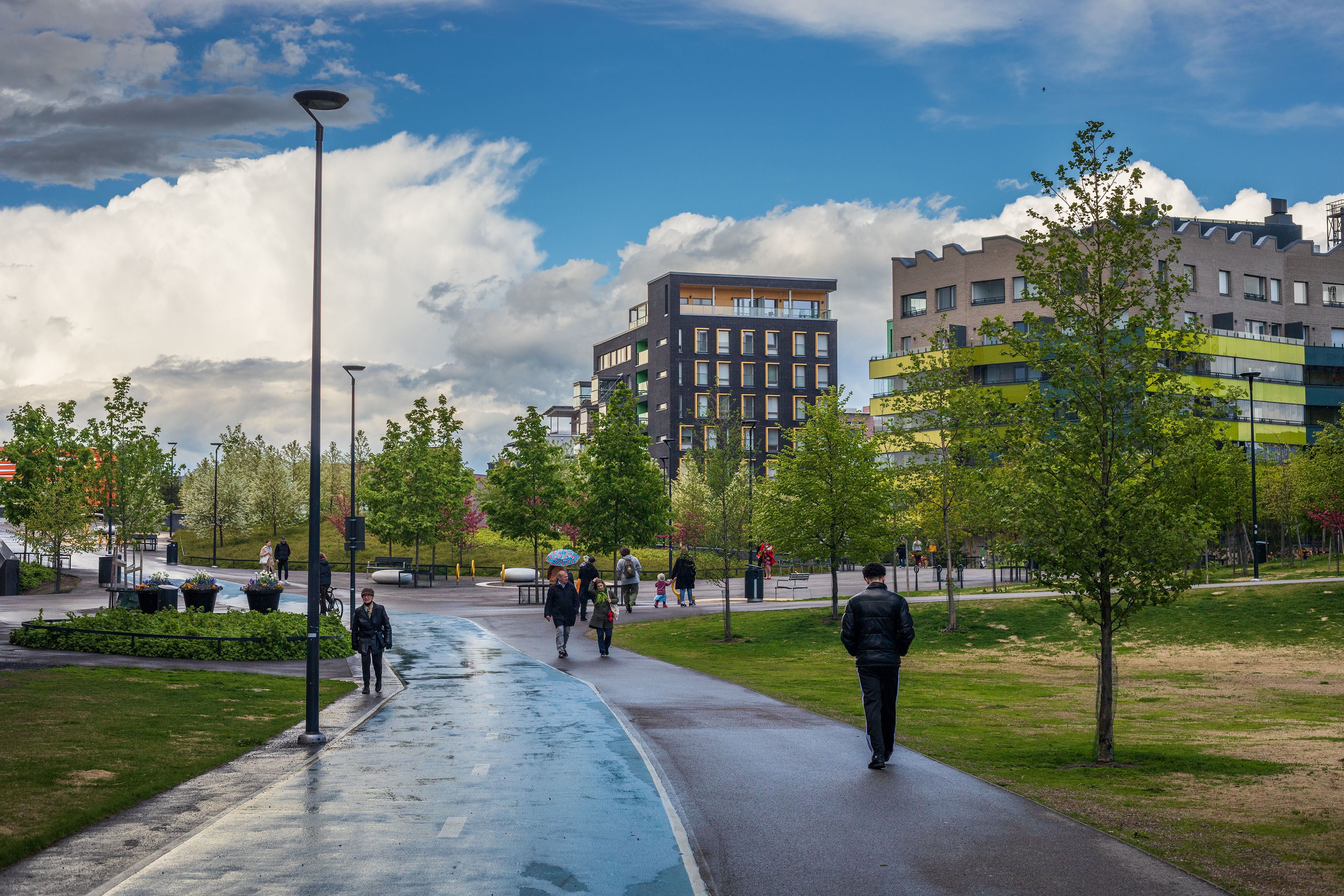
Chemin piétonnier.